# Province de Nan
Pour les articles homonymes, voir Nan.
La province de Nan (Thaï น่าน) - capitale provinciale : la ville de Nan - est une des  provinces (changwat) du Nord de la Thaïlande.
Les provinces limitrophes sont (au sud, dans le sens des aiguilles d’une montre) Uttaradit, Phrae et Phayao. 
Au nord et à  l’est, elle est frontalière du Laos (Province de Sayaboury).

## Géographie
La province est située dans la haute vallée de la rivière Nan, entourée par des montagnes couvertes de forêts. La plus haute montagne, le (Doi = Sommet) Phu Kha s’élève à 2 079 mètres, dans le nord-est, près de la frontière avec le Laos. Seulement 25 % de la terre est arable (et seulement la moitié de cette proportion est activement cultivée). La moitié des forêts de la province sont des forêts tropicales de montagne.  La majeure partie de la population de la province vit dans la vallée de la Nan.
Le système fluvial de la province inclut la Nan, la Wa, la Samun, la Haeng, la Lae et la Pua. Longue de 627 km, la Nan est le troisième plus long cours d’eau de Thaïlande après le Mékong et la Mun. Son principal affluent, la Yom, y prend également sa source.

## Histoire

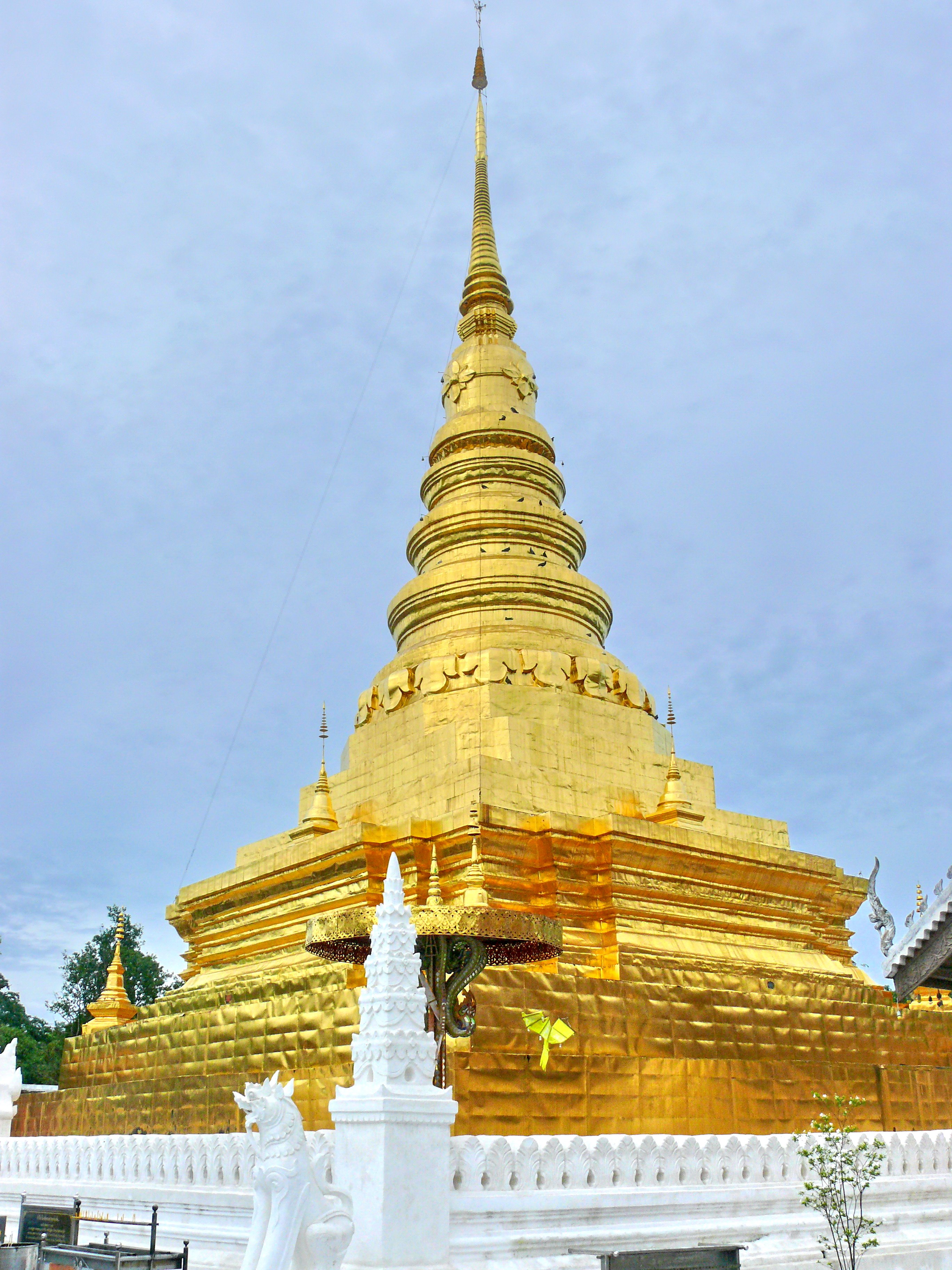
Phra That Chae Haeng, Province de Nan

Pendant des siècles, Nan fut un royaume indépendant ; du fait de son éloignement, il eut peu de rapports avec les autres royaumes thaïs. Son nom originel était Nantaburi ou Woranakorn. 
Le premier royaume autour de la ville de Pua (aussi connu sous le nom de Varanagara ou Wara Nakhon) fut créé à la fin du XIIIe siècle quand Praya Pukha Fung, frère du fondateur de Vientiane, y établit sa cour. La dynastie Phukha donna 64 souverains au royaume. Bien qu’à son origine Nan fût lié aux fondateurs de Vientiane, il en vint à se lier au royaume de Sukhothaï, qui y exerça une forte influence politique et religieuse (il est plus facile d'atteindre Nan depuis le sud, en remontant les vallées, que depuis l’est ou l’ouest). Au XIVe siècle, la capitale fut déplacée vers sa localisation actuelle de Nan.
Au XVe siècle, quand la puissance de Sukhothaï déclina, Nan devint vassal du royaume de Lannathai. En 1443, le roi Kaen Thao de Nan mit au point un complot pour capturer la ville voisine de Phayao en demandant au roi Tilokaraj de Chiang Mai de l’aider à combattre des troupes du Viêt Nam censées attaquer Nan, bien qu’une telle menace fût inexistante. Kaen Thao parvint à tuer le roi de Phayao. Toutefois les troupes de Tilokaraj attaquèrent Nan, et la capturèrent en 1449.
Le Lannathai passa sous la domination birmane, et Nan tenta de se libérer à de nombreuses reprises, ce qui conduisit les birmans à l’administrer directement à partir de 1714. Les birmans furent finalement chassés en 1788. Cependant Nan avait alors accepté les nouveaux dirigeants du Siam. En 1893 après la crise de Paknam, le Siam dut concéder une grande partie de l’est de la province de Nan à l’Indochine française. 
Cependant Nan conserva un certain degré d’indépendance vis-à-vis des dirigeants du Siam et il fallut attendre 1931 pour que Nan soit pleinement intégré au royaume du Siam.
Avant le début des années 1980, des bandits ainsi que la guérilla de l’Armée populaire de libération de la Thaïlande (APLT), constituaient un problème sérieux dans la province,, détruisant de nuit régulièrement des ouvrages routiers. Avec l’aide de l’armée et d'un système politique plus stable, la situation de la province s’est améliorée de façon significative mais elle est restée très rurale et relativement à l'écart.

## Curiosités
- Wat Phumin, temple bouddhiste d'architecture Thaï Lu

## Économie

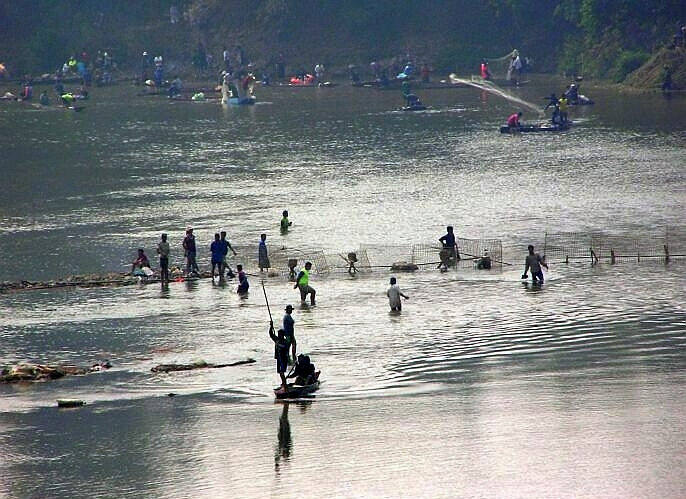
Pêcheurs de la rivière Nan

La plupart des habitants sont des agriculteurs qui cultivent du riz gluant, des haricots, du maïs, du tabac et des légumes dans les plaines fertiles de la rivière Nan.

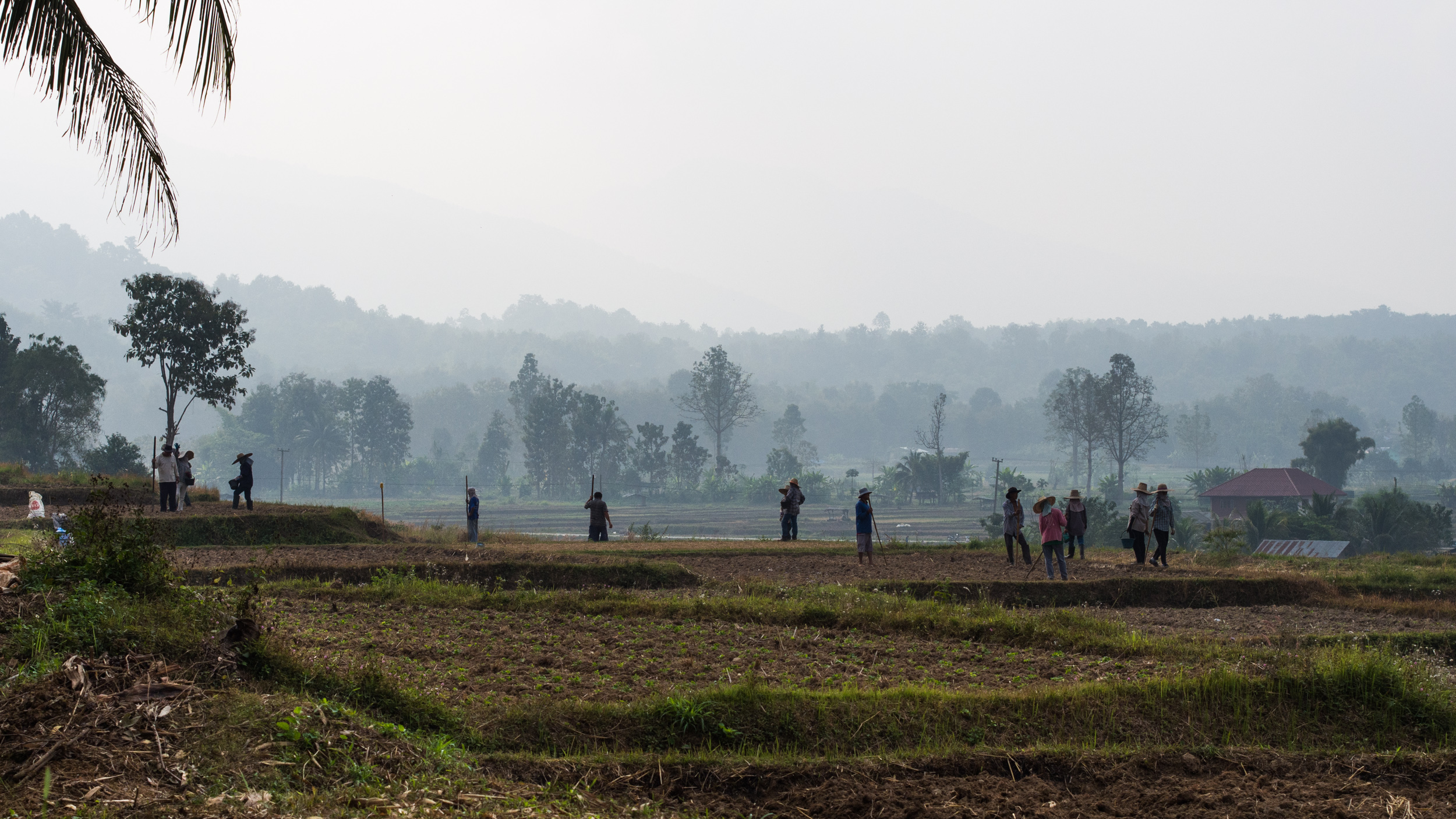
Paysans dans les champs

La province est aussi célèbre pour deux fruits : le fai jiin (une version chinoise du fruit thaï, le màfai) et le sôm sii thawng (oranges à peau dorée). Ces dernières sont les produits d’exportation les plus fameux de Nan. 
Nan est aussi connu pour ses phrik yài hâeng (piments longs et forts) semblables à ceux que l’on trouve dans la province de Sichuan en Chine.

Certains habitants, en particulier à Bo Kluea, produisent du sel depuis plus de 8 siècles.

Extraction du sel gemme selon des méthodes très anciennes à Bo Kluea
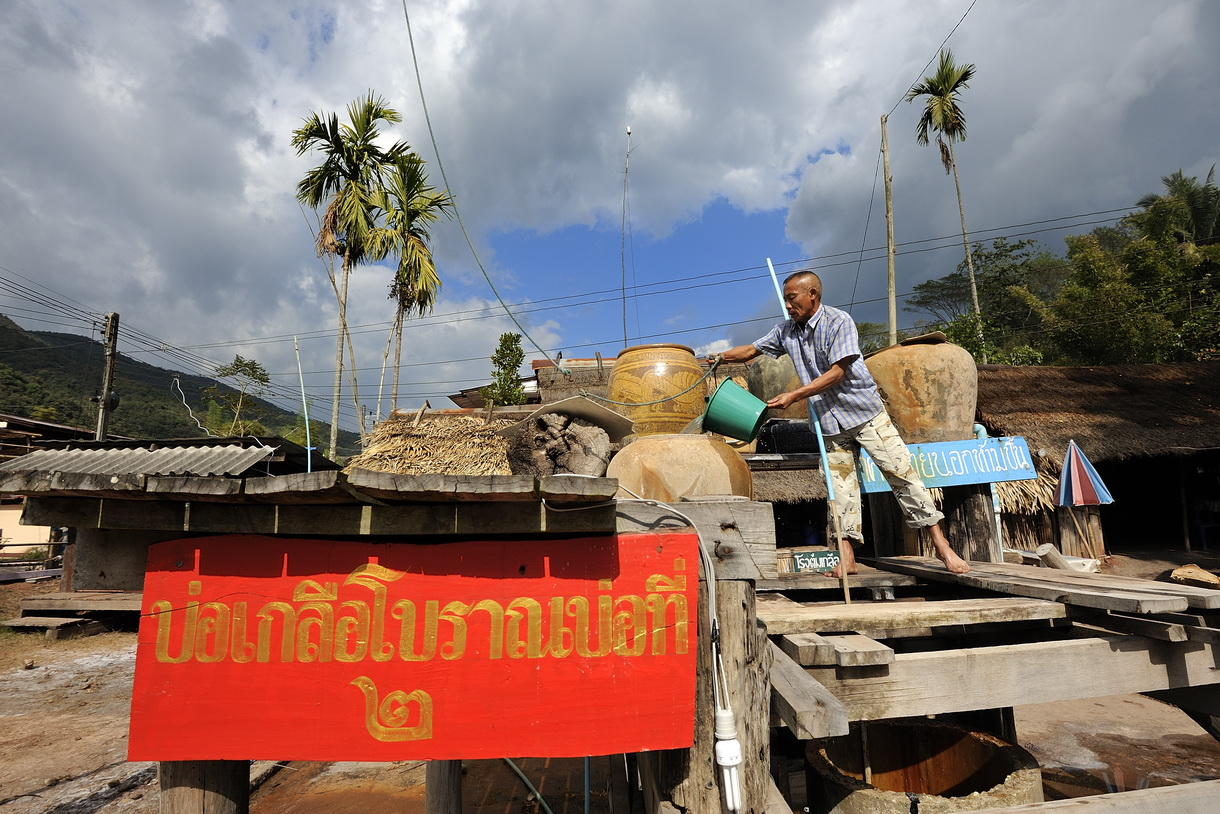
La saumure est extraite d’un puits à l’aide d’un palan manuel
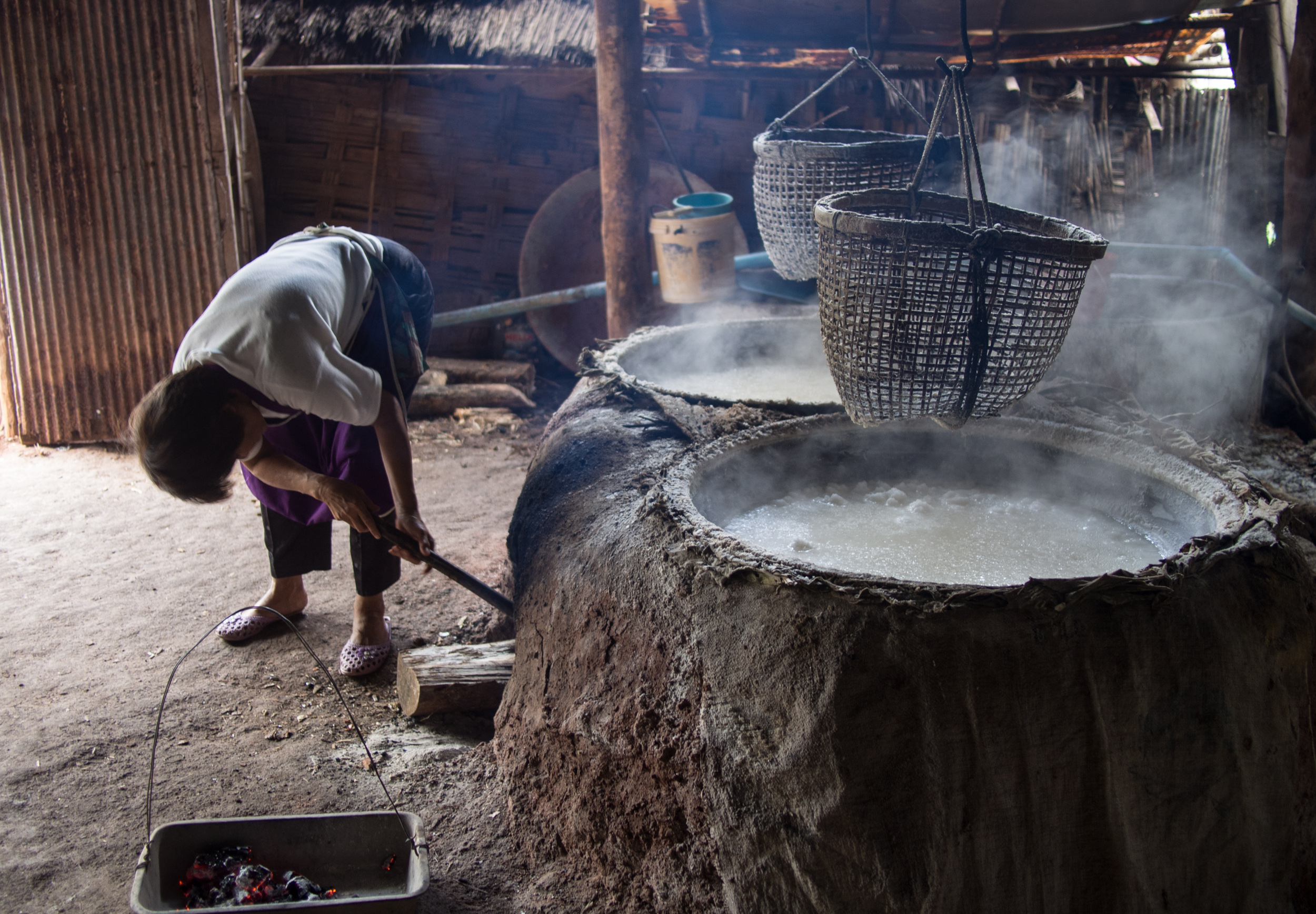
puis bouillie dans une cuvette au-dessus d’un feu de bois jusqu’à évaporation
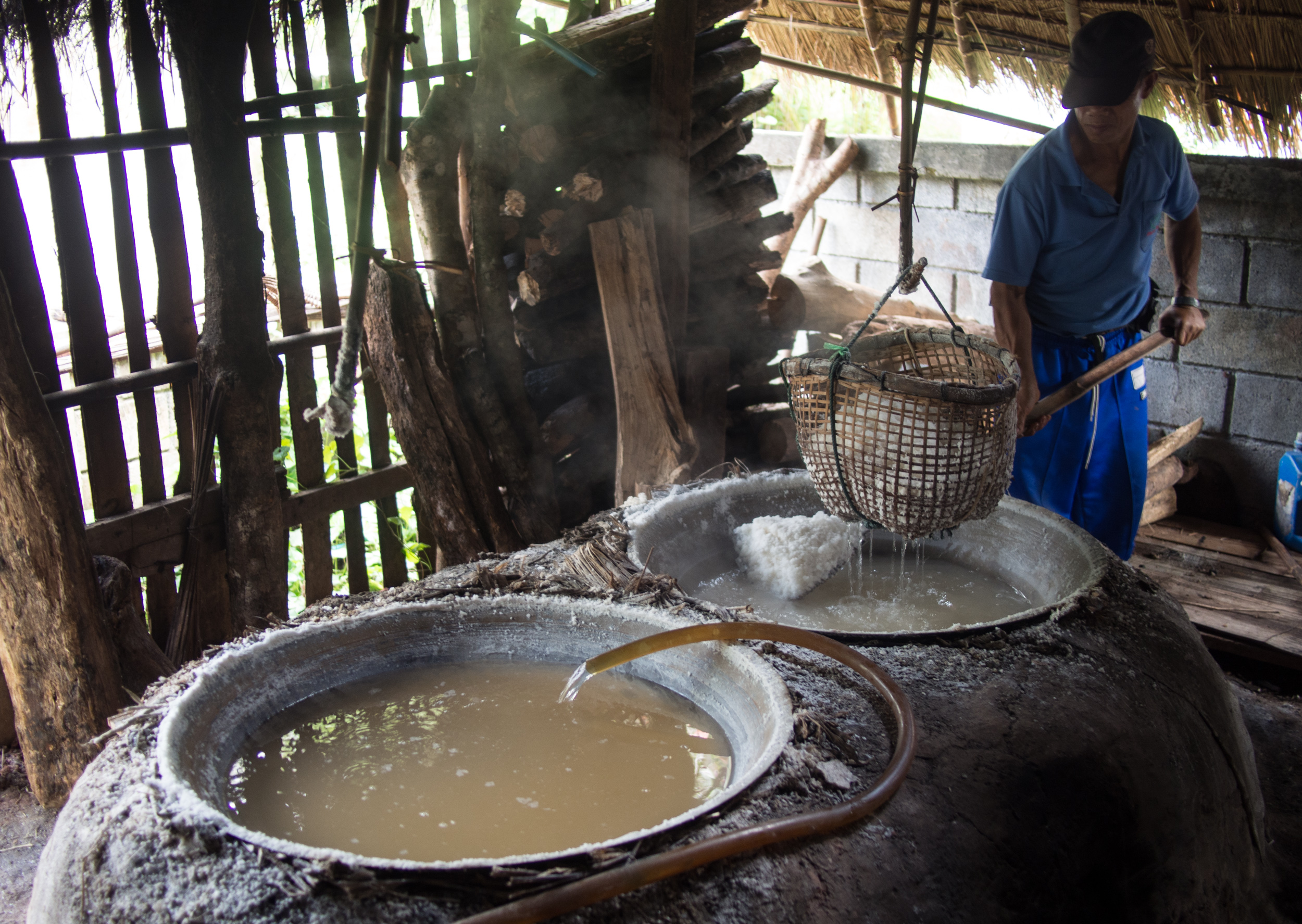
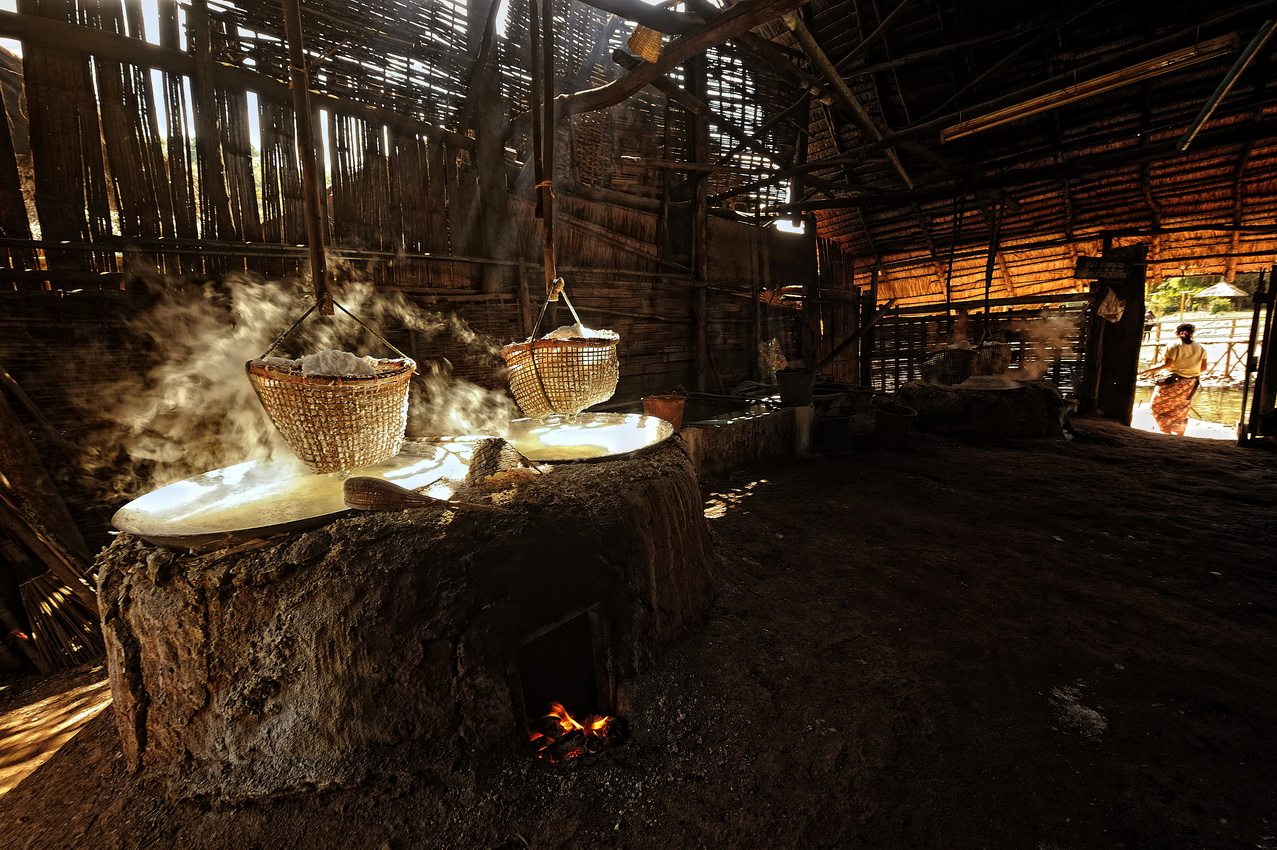
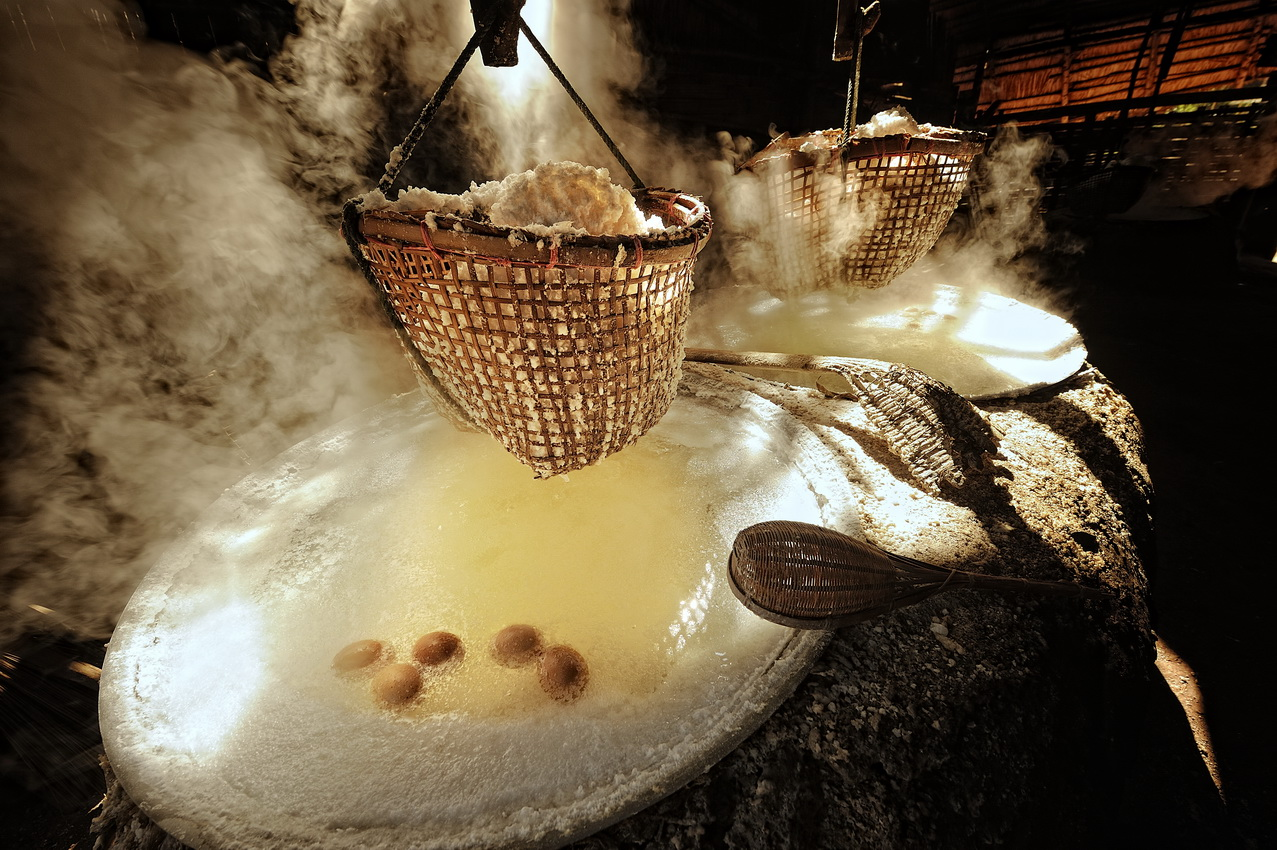
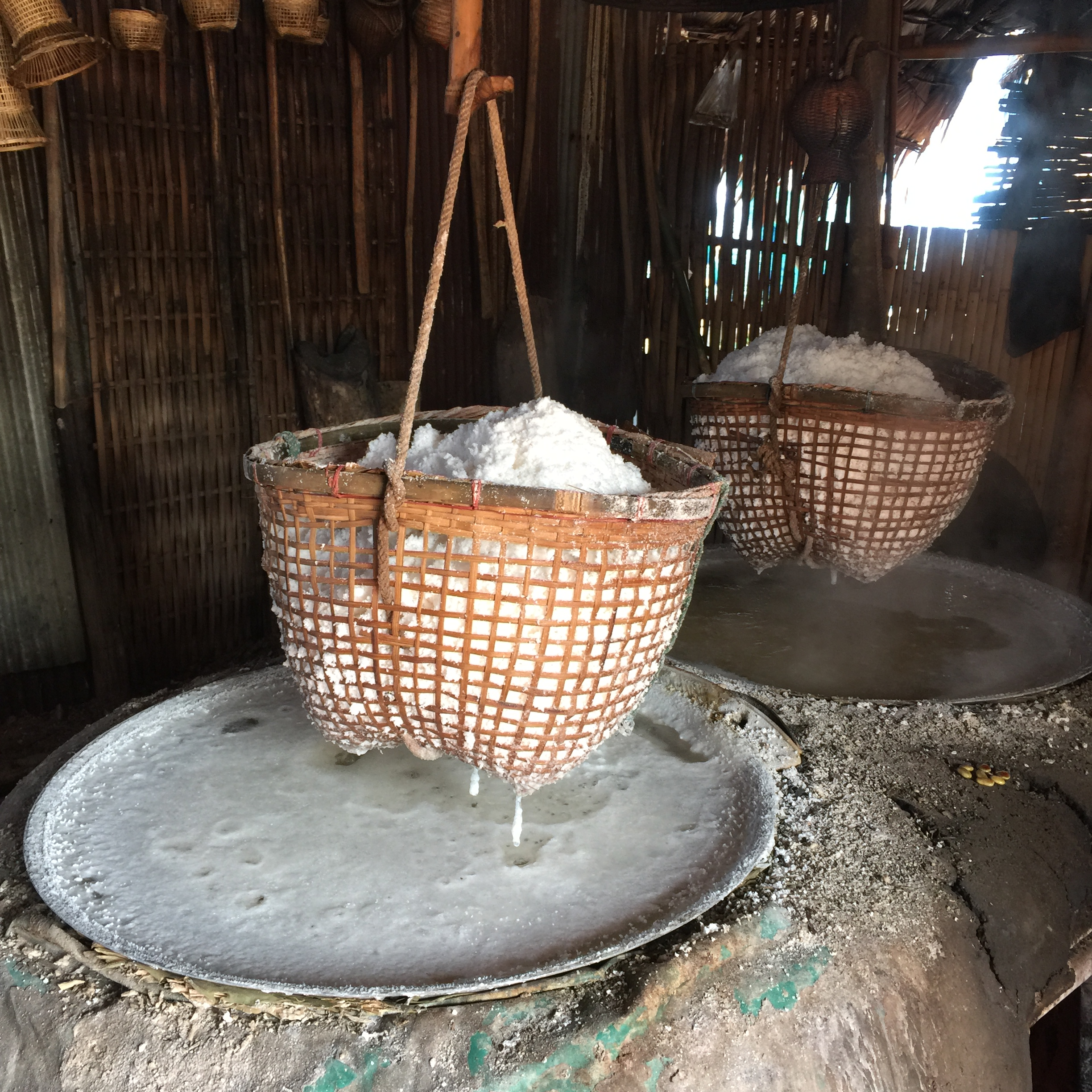
Le produit restant est ensuite séché dans des paniers en osier suspendus au-dessus d’un four à bois pendant six ou sept heures
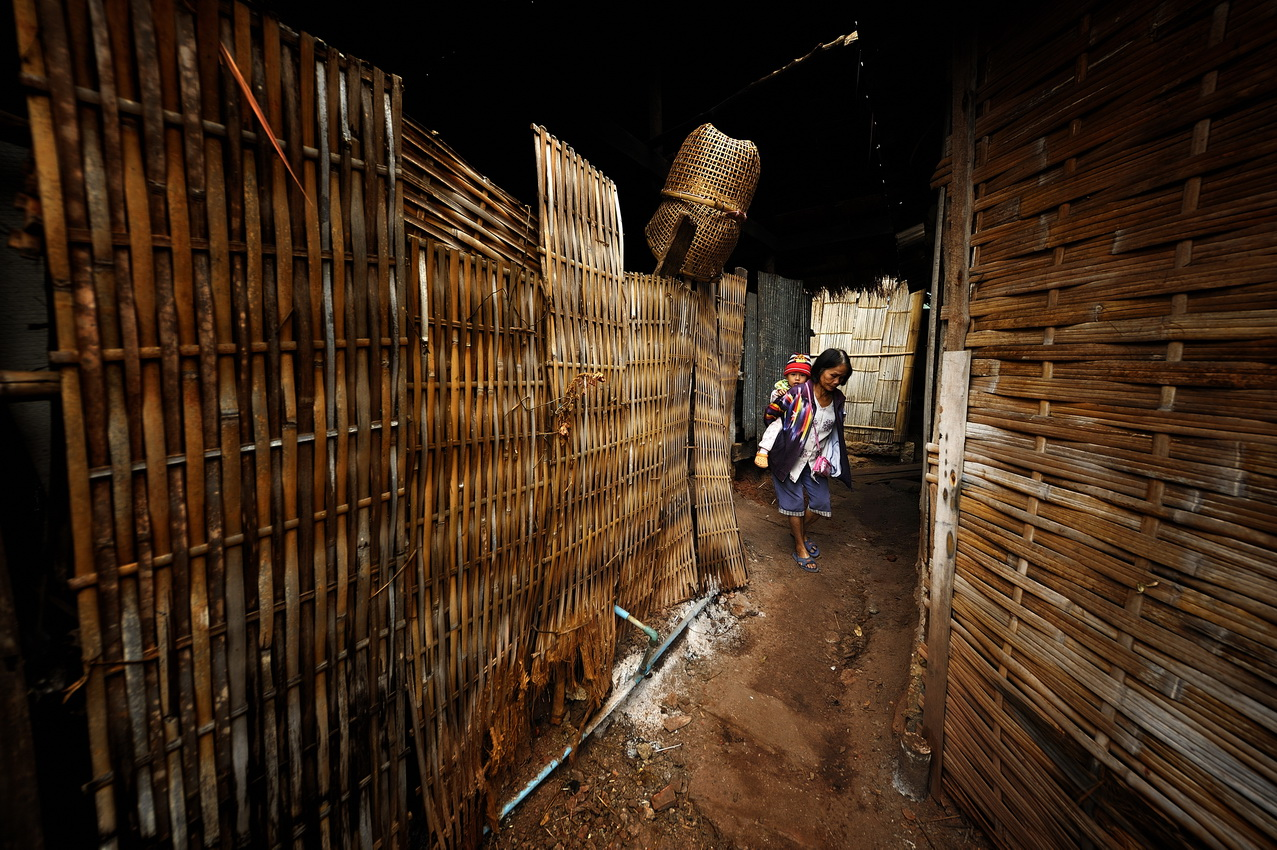

## Populations
Nan est une province peu peuplée. La majorité des habitants de la province font partie des Thaïs du Nord ou Muang, appelés également Yuan. Ils parlent le thaï du Nord ou muang, une des quatre variétés de thaï parlées en Thaïlande. Les groupes ethniques diffèrent ici de manière significative de ceux d'autres provinces du Nord. Les montagnards représentent 10,5 % de la population de la province. En dehors de la vallée de la rivière Nan, les tribus prédominantes de Montagnards sont les Mien (autour de 8 000), avec un petit nombre de Hmong. Pendant la guerre de Viêt Nam, beaucoup de Hmong et de Mien de Nan (comme de Chiang Rai et de Phetchabun) ont été recrutés pour combattre avec les communistes du Pathet Lao, qui avaient promis d’établir un roi Hmong-Mien à la suite d’une victoire du Pathet Lao au Laos. Certains de ces prétendus « Meos Rouges » se sont même entraînés au Viêt Nam du Nord.
Cependant, Nan est unique du fait de la présence de trois groupes moins connus et rarement vus en dehors de cette province : les Thai Lü, les Htin et les Khmu. Elle abrite également quelques Mlabri, un peuple nomade de la forêt.

## Symboles
Le sceau de la province représente un taureau Usuparatch portant la pagode de Phra That Chae Haeng. Le buffle remonte à une légende selon laquelle les dirigeants de Nan et de Phrae, qui étaient frères, se rencontrèrent sur une montagne pour décider des limites de leurs terres. Le dirigeant de Nan s’y rendit sur un buffle tandis que celui de Phrae y alla à cheval.
L’arbre et la fleur de la province sont l’arbre à orchidées Bauhinia variegata.

## Divisions administratives
La province est subdivisée en 14 districts (Amphoe) et un district mineur (King Amphoe). Ceux-ci sont eux-mêmes subdivisés en 99 communes (tambon) et 848 villages (muban).
| Amphoe                                                                                | | King Amphoe   |
| ------------------------------------------------------------------------------------- | --- | ------------- |
| 1. Mueang Nan 2. Mae Charim 3. Ban Luang 4. Na Noi 5. Pua 6. Tha Wang Pha 7. Wiang Sa | 1. Thung Chang 2. Chiang Klang 3. Na Muen 4. Santi Suk 5. Bo Kluea 6. Song Khwae 1. Chaloem Phra Kiat¹ | 1. Phu Phiang |

¹  Le saut dans la numérotation provient du fait que Chaloem Phra Kiat a été créée en 1996 et reçut directement le statut d’Amphoe, alors que Phu Phiang a été créé comme un district mineur en 1997.